# Кровавое воскресенье (1939)
Быдгощское (Бромбергское) «Кровавое воскресенье» (нем. Bromberger Blutsonntag, пол. Krwawa niedziela w Bydgoszczy 3-4 сентября 1939 г.) — трагические события в начале Польской кампании вермахта 1939 года, когда в ходе ликвидации германских диверсионных групп в Быдгоще погибло значительное количество лиц немецкой национальности, включая женщин, стариков и детей (в том числе польских подданных); эти события, использованные руководством нацистской Германии в пропагандистских целях, стали предлогом для массовых казней польских жителей захваченного Быдгоща, Гданьского Поморья и взятых в плен солдат польской армии, в которых приняли участие военнослужащие вермахта, подразделений немецких отрядов самообороны (нем. Selbstschutz) и айнзатцгрупп полиции безопасности и СД (нем. Einsatzkommandos).

## Исторический фон
Быдгощ (Бромберг) входил в состав Речи Посполитой до 1772 года, когда в результате первого раздела Польши эта территория вошла в состав Пруссии, а с 1871 года — объединённой Германской империи, вплоть до конца Первой мировой войны. В феврале 1920 года по условиям Версальского договора город с окрестностями был передан в состав Второй Речи Посполитой (Поморское воеводство). Это вызвало выезд определённого числа этнических немцев в Германию. За период между двумя войнами немецкое население ещё более сократилось. По результатам польской переписи 1931 года, численность немецкого населения в городе составила 117 200 чел. По данным немецкого историка Уго Расмуса, к 1939 году в регионе оставалось всего около 10 тысяч немцев.
Приход нацистской партии к власти в Германии существенно повлиял на ситуацию в городе. Победа национал-социализма придала новый импульс националистическому Народному движению (нем. Völkische Bewegung), увеличив его притягательную силу для немцев, оказавшихся оторванными от Германии после Первой мировой войны. Политика Гитлера была явно направлена на отмену Версальского договора и создание Великой Германии. К марту 1939 года эти амбиции, усугублённые обвинениями в зверствах по обе стороны германо-польской границы, недоверием и ростом националистических настроений, привели к полному расстройству польско-германских отношений. Претензии Гитлера на Польский коридор и неуступчивость польского руководства подпитывали этническую напряжённость. За полгода до вторжения Германии в Польшу немецкие газеты и политические деятели, включая самого Адольфа Гитлера, развернули пропагандистскую кампанию как внутри страны, так и на международном уровне, обвиняя польские власти в организации или потворстве этнической чистке в отношении немецкого меньшинства.
После вторжения вермахта в Польшу 1 сентября 1939 года нацистская пресса продолжала публиковать сообщения о преследовании этнических немцев в Польше, особенно в Быдгоще.

## Ход событий
Утром 3 сентября на ул. Гданьской в районе ул. Каменной подразделения 9-й, 15-й и 27-й пехотной дивизии армии «Поморье», выходившие из города, чтобы занять оборонительные позиции на реке Брда, подверглись обстрелу снайперов и открыли ответный огонь.
На место происшествия сразу же отправился комендант города майор Войцех Альбрыхт, который на пересечении улиц Гданьской и Ягеллонской зафиксировал выстрелы с крыш зданий, а также обнаружил тела пятерых убитых гражданских лиц. Об этом он доложил генералу Здзиславу Пшиялковскому, который выделил ему в помощь две роты 62-го пехотного полка. К действиям по очистке города от диверсантов также присоединился майор Славиньский из 82-го охранного батальона и гражданские добровольцы. Общее руководство осуществляли генерал Пшиялковский и майор Альбрыхт.

По версии еврейских источников в 10:00 утра в Быдгоще началась спланированная немецкая диверсионная акция, которая приобрела большой размах […] Диверсионная активность приобрела такие серьёзные масштабы, что эти тыловые подразделения (штаб 15-й пехотной дивизии) были вынуждены с потерями отступить на окраины города, и только после их переформирования пришлось буквально штурмовать Быдгощ, борясь с диверсантами.
— отчёт майора Яна Гунерского
Стрельба охватила улицы Быдгоща в узкой полосе с севера на юг, и иногда случалось так, что польские солдаты по ошибке стреляли по своим. В поисках диверсантов хватали немцев, на которых падала хотя бы тень подозрения, а тех, у кого обнаруживали оружие, по законам военного положения расстреливали на месте. Случалось, что убивали и невинных, чего невозможно было избежать в условиях продолжающегося боя, поскольку офицеры на командных пунктах частично утрачивали контроль над боевыми группами, действующими самостоятельно.

Непрерывная стрельба в тылу […] случаи самосуда в отношении немецкого населения со стороны солдат и гражданского населения невозможно остановить, потому что полиции на большинстве территорий уже нет.
— донесение генерала Владислава Борнтовского, 3 сентября 1939 г., 20:00.

Доносятся звуки беспорядочной стрельбы из ручного и автоматического оружия со стороны города, солдаты говорят между собой о каких-то беспорядках в Быдгоще и деятельности немецкой «пятой колонны», которую пришлось подавлять нашей пехоте с помощью польских жителей, принявших участие в поиске виновных немцев. В результате акции начались грабежи и различные злоупотребления.
— доклад капитана Владислава Йоткевича
Около 16:00 выстрелы стихли, ситуация казалась управляемой, польская армия могла свободно следовать через Быдгощ. В казармах 62-го пехотного полка было собрано около 600 подозреваемых немцев. Лишь некоторые из убитых диверсантов были опознаны как местные жители. В полицейских отчётах сообщалось о том, что у диверсантов изъяли несколько автоматов, которые использовались в немецкой армии.

«На Зерновом рынке видели 5 трупов расстрелянных немцев. Обращает на себя внимание характерная одежда этих „гражданских“. Все эти молодые люди имели на себе спортивную одежду и толстые шерстяные свитера „по самое горло“. Однако в эти горячие дни сентября в Быдгоще так абсолютно никто не ходил, что чётко подтверждало, что они не являются местными жителями.»

К вечеру было подтверждено, что в результате немецкой диверсии погибло около 30-45 польских военнослужащих и около 90-110 немцев. Были освобождены немцы, содержавшиеся в казарме, потому что армия и полиция получили приказ эвакуироваться ночью. Оборонять город была оставлена лишь слабо вооружённая Гражданская стража, состоящая из резервистов и ветеранов. Фактически город остался без власти. После войны вице-прокурор Главной комиссии по расследованию немецких преступлений в Польше Казимеж Гаршиньский подтвердил, что 3 сентября именно немцы стреляли в отступающие польские войска с 46 различных позиций.
В ночь с 3 на 4 сентября немецкие диверсанты обстреляли роту 61-го пехотного полка польской армии, а утром были обстреляны артиллерийские подразделения 15-й пехотной дивизии. При содействии Гражданской стражи и населения войска вновь вступили в борьбу с немецкими диверсантами. Произошли многочисленные столкновения в районе Шведерово. В отличие от предыдущего дня, всех подозреваемых расстреливали на месте. Была уничтожена протестантская кирха Мартина Лютера на ул. Лещинского.

Донесения из польских частей готовились 3 сентября и опирались на информацию, которая поступала из самого Быдгоща. Это определяет доверие к ним как к историческому источнику. Перед ними не стояло задачи … выяснить подоплёку событий в Быдгоще, они предназначались лишь для информирования военных властей о ситуации в городе. На них также не наложились эмоции, связанные с трагедией последовавших немецких массовых ответных репрессий осени 1939 года. Другими словами, маловероятно, что польские офицеры, готовившие свои донесения, уже 3 сентября 1939 года умышленно искажали действительность… О достоверности этих документов также говорит тот факт, что вместе с информацией о немецкой диверсии в них содержатся упоминания о случаях самосуда над немцами. Однако в польских донесениях не указано, какая именно из организаций нацистской Германии организовала диверсию в Быдгоще и кто именно принимал в ней участие. Планирование акций в Быдгоще осуществлял как абвер, так и СС.

5 сентября до полудня в оставленный польскими войсками город вошли солдаты 123-го пехотного полка 50-й пехотной дивизии вермахта. Им пыталась противостоять Гражданская стража.
Как указывает Лешек Мочульский, диверсия в Быдгоще, осуществлённая утром 3 сентября 1939 года, имела целью предоставить дипломатии нацистской Германии аргументы в пользу того, чтобы Великобритания воздержалась от объявления Германии войны в соответствии с союзническими обязательствами. По его словам, в течение 3 сентября немецкая 50-я пехотная дивизия несколько раз пыталась пробиться к Быдгощу, но была остановлена:

И только после шести часов вечера <3 сентября>, когда стало ясно, что помощь вермахта сражающимся в городе диверсантам опаздывает, 50-я дивизия остановила свой отчаянный натиск. Таким образом, столь тщательно подготовленный немцами план прогорел. Не состоялось «освобождение» Быдгоща в результате «немецкого национального восстания». (…) Другое дело, что даже если бы <диверсия> удалась, было бы слишком поздно, потому что на момент её начала Великобритания объявила войну Германии, так что даже успех быдгощской провокации не повлиял бы на отношение западных держав.
— диссертация Лешека Мочульского, 2009.

## Нацистская пропаганда
Термин «Кровавое воскресенье» был введён в оборот нацистской пропагандой. Инструкция, выданная рейхсминистерством пропаганды для прессы, гласила:

(…) Необходимо освещать в новостях варварства поляков в Бромберге. Выражение «кровавое воскресенье» необходимо ввести в качестве постоянного термина в словарное и глобальное употребление. По этой причине, этот термин должен постоянно подчёркиваться.

Немецкая пропаганда назвала произошедшее в Быдгощи «Bromberger Blutsonntag» — «Бромбергским кровавым воскресеньем». По словам Геббельса, поляки уничтожили 58 тысяч немцев. И речь тут идёт не о диверсии, а о чём-то вроде «Варфоломеевской ночи» — массовой расправе поляков над немецким населением. Ещё в декабре 1939 года (нем. ) Mordkommission официально признала наличие 103 немцев, погибших 3 сентября. Однако геббельсовскими СМИ было объявлено о 5 тысячах убитых в городе. Окончательное число погибших фольксдойче назвал Адольф Гитлер — 62 тысячи человек по всей Польше.
Долгое время геббельсовская версия была общепринятой.

## Послевоенные суждения
Прорывным — согласно Томашу Хинциньскому — аргументированным исследованием немецкой диверсии в Быдгоще явилась книга Гюнтера Шуберта «Кровавое воскресенье в Быдгоще. Смерть легенды», которая была выпущена в 1989 году. Автор, историк и журналист, вопреки до тех пор устоявшейся немецкой историографии, показывает, что 3 сентября 1939 года в Быдгоще было «восстание», подготовленное отрядами диверсантов нацистской Германии. Кампания была задумана и осуществлена, как самостоятельный акт СД. Шуберт установил также существование секретного отдела Роттера Кюля, предназначенного для выполнения «специальных задач рейхсфюрера СС» и выдвинул предположение, что данное подразделение провело операцию в Быдгоще. К немецким диверсантам, прибывшим из Германии в Гданьск, присоединились некоторые жители Быдгоща и создали вместе с ними группы по несколько человек, которые были размещены в разных частях города. В то же время Шуберт считает, что в ходе двухдневной борьбы с диверсантами могли быть случаи убийства невинных немцев.

Жертвами событий в Быдгощи 3 и 4 сентября были не только диверсанты, но также и невинные люди. В некоторых докладах указывается, что дело могло доходить до казни лиц, которые были определены поляками в качестве диверсантов, руководствуясь личной ненавистью и местью. Могли также происходить злоупотребления, исполнителями которых были лишённые командования и управления солдаты из разбитых подразделений армии «Поморье».
— Хинциньски Томаш, Махцевич Павел «Кровавое воскресенье» – спор без конца?
В 2003 году директор института Истории быдгощской Академии Влодзимеж Ястшембский поменял свои прежние взгляды на диаметрально противоположные. Он заявил, что никакой немецкой диверсии не было, а просто у поляков «сдали нервы» и они выместили свою бессильную злобу на немцах-жителях города. Ястшембский подвергся резкой критике со стороны сотрудников Института Национальной Памяти — Томаша Хинциньского и Павла Коссиньского.